# Hoshino Hisashi
Hoshino Hisashi (星野 恒, Hoshino Hisashi, 1839 – 1917) foi um historiador, erudito e educador japonês do período Meiji, conhecido por sua contribuição à compilação do Dai Nihon Shiryo e por promover o Confucionismo no sistema educacional moderno do Japão

## Vida e carreira
Hoshino foi nomeado professor na Universidade Imperial de Tóquio em 1888. Até então, os trabalhos históricos eram realizados por um departamento governamental encarregado da redação da história oficial do Japão, mas em 1888 decidiu-se transferir essa atividade para a universidade. Hoshino, Kume Kunitake e Shigeno Yasutsugu foram os três primeiros professores de história nomeados.
Hoshino e Kume divergiam quanto ao tratamento histórico da mitologia japonesa: Hoshino sustentava que a Era dos Deuses era um período histórico real, no qual eventos concretos ocorreram e foram registrados, enquanto Kume argumentava que os mitos fundacionais eram alegóricos e defendia uma abordagem mais cética e científica da história. Ainda assim, Hoshino, Kume e Shigeno compartilhavam a crença geral de que a história deveria seguir um enfoque mais erudito e científico, e Hoshino uniu-se aos colegas nas críticas ao destaque dado aos mitos heroicos na história japonesa.
Após Kume criticar o xintoísmo estatal em um artigo publicado em 1892 — considerado ofensivo pelo governo imperial — ele foi expulso da universidade, e o Departamento de História Japonesa foi fechado. O encerramento do departamento pode ter sido também resultado do desinteresse crescente do governo pelo projeto de escrever uma grande história do Japão, especialmente uma redigida em kanbun.
O governo recriou um instituto de história na Universidade Imperial de Tóquio em 1895, e reconduziu Hoshino como seu primeiro diretor. Esse novo departamento, que mais tarde se tornaria o Instituto Historiográfico da Universidade de Tóquio, recebeu uma missão mais restrita, voltada exclusivamente à compilação de documentos históricos, e não mais à redação de uma história geral do Japão. Hoshino desaprovava a limitação do escopo, pois continuava sendo um dos poucos defensores da elaboração de uma grande história em kanbun. Apesar disso, atuou como o primeiro diretor do Instituto, de 1895 a 1899.

## Atuação na educação
Hoshino lecionou história e ética confucionista desde a fundação da Universidade Imperial de Tóquio em 1877, formando gerações de burocratas. Seu curso intitulado Kokushi Gairon (Introdução à História Nacional) era obrigatório para os estudantes da Faculdade de Direito.
Ele participou da comissão responsável pela redação do Rescrito Imperial sobre a Educação (1890), documento que incorporou valores confucionistas — como lealdade e hierarquia — ao sistema escolar moderno. Hisashi defendia o ensino da história como uma ferramenta de formação moral e patriótica, ideia que influenciou profundamente os livros didáticos da era Meiji.

## Morte, legado e críticas
Hoshino faleceu em Tóquio em 1917, aos 78 anos. Seu funeral contou com honras de Estado, refletindo sua posição como uma espécie de "sábio nacional".
Seu trabalho serviu de base para a construção da historiografia nacionalista no Japão anterior à Segunda Guerra Mundial e passou a ser criticado, após 1945, por ter contribuído para a legitimação do nacionalismo estatal japonês.